# Yemaneberhan Crippa
Yemaneberhan « Yeman » Crippa (né le 15 octobre 1996 à Dessie dans la province de Wello en Éthiopie) est un athlète italien spécialiste des courses de fond, champion d'Europe du 10 000 m en 2022 à Munich.

## Biographie
Orphelin à l'âge de sept ans, à la suite de la mort de ses parents en 2003 lors de la Guerre civile éthiopienne, il est adopté six mois plus tard par un couple italien, Roberto et Luisa Crippa, aux côtés de 8 autres enfants.

### Débuts

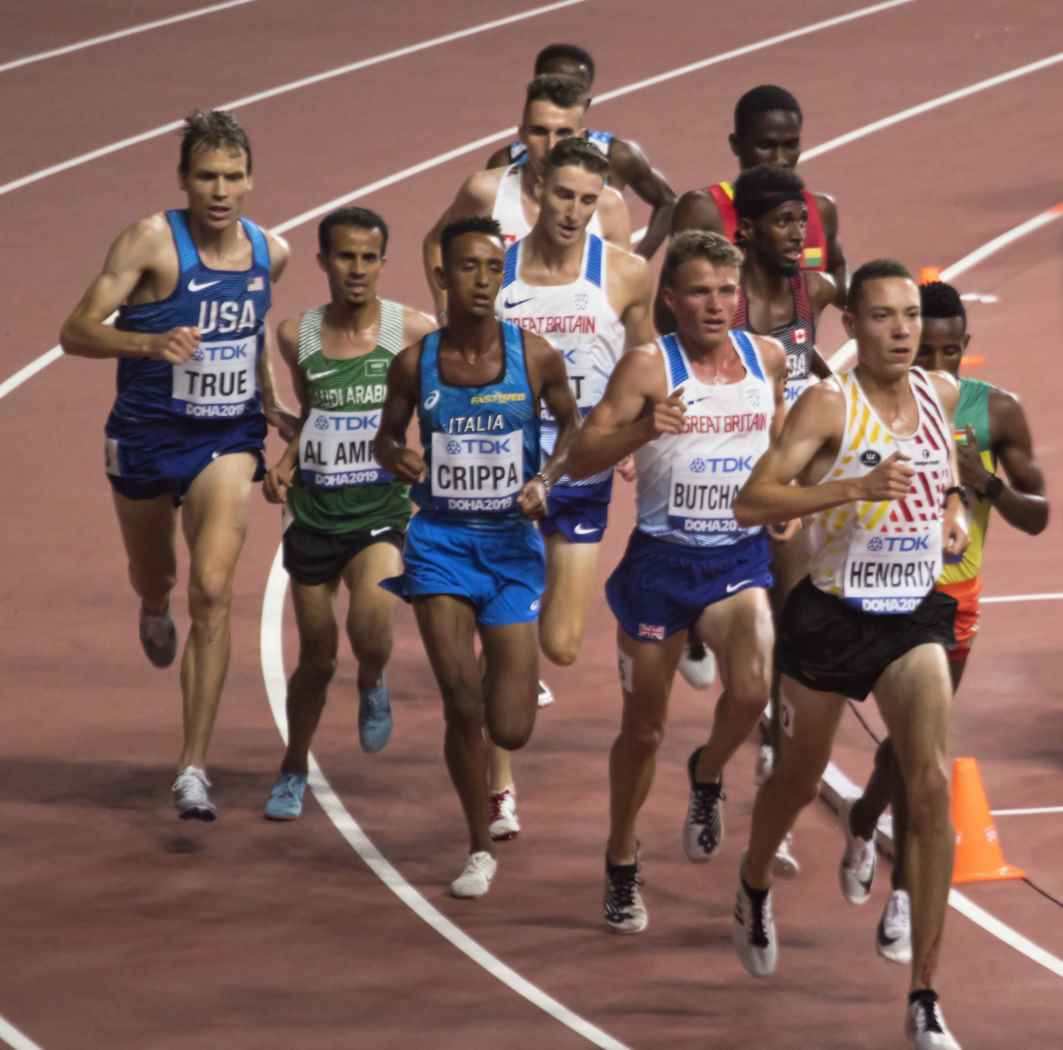
Finale du 5000 m lors des championnats du monde 2019 à Doha.

Il devient champion d'Europe junior de cross-country en 2014, en individuel et par équipe, à Samokov. Il confirme en signant une deuxième victoire individuelle à Hyères en 2015 où il remporte aussi la médaille d'argent par équipes. Le 10 juillet, il est finaliste (8e) du 5 000 m  des championnats d'Europe 2016 à Amsterdam.
En 2017, il est sacré champion d'Europe espoir du 5 000 m à Bydgoszcz.
Le 19 mai 2018, en coupe d'Europe du 10 000 m à Londres, il porte son record à 27 min 44 s 21, en terminant 3e de la course. Le 7 août 2018, il remporte la médaille de bronze du 10 000 m aux championnats d'Europe à Berlin, derrière le Français Morhad Amdouni et le Belge Bashir Abdi, et termine par ailleurs au pied du podium de l'épreuve du 5 000 m.
Le 6 juin 2019, au Golden Gala de Rome, il bat son record personnel sur 5 000 m en 13 min 9 s 52. Il fait de même sur 1 500 m dix jours plus tard à Rabat, avec un chrono en 3 min 37 s 81. Il remporte le 5 000 m des championnats d'Europe par équipes et se classe 8e du 10 000 m des championnats du monde 2019, à Doha, en battant néanmoins le record d'Italie en 27 min 10 s 76. En fin de saison 2019, il remporte la médaille de bronze de la course individuelle des championnats du monde de cross à Lisbonne.
Fin mai 2021, il remporte pour la deuxième fois les championnats d'Europe par équipes à Chorzów en signant un nouveau record de la compétition sur 5 000 m en 13 min 17 s 23. Il établit plusieurs records d'Italie en 2021 : sur 3 000 m le 13 juillet 2021 à Gateshead en 7 min 37 s 90, et sur 5 000 m le 8 septembre 2020 à Ostrava en 13 min 2 s 26. 
Aux Jeux olympiques de Tokyo, il est éliminé dès les séries de l'épreuve 5 000 m, et se classe 11e de celle du 10 000 m (en 27 min 54 s 05).

### Champion d'Europe du 10 000 m (2022)

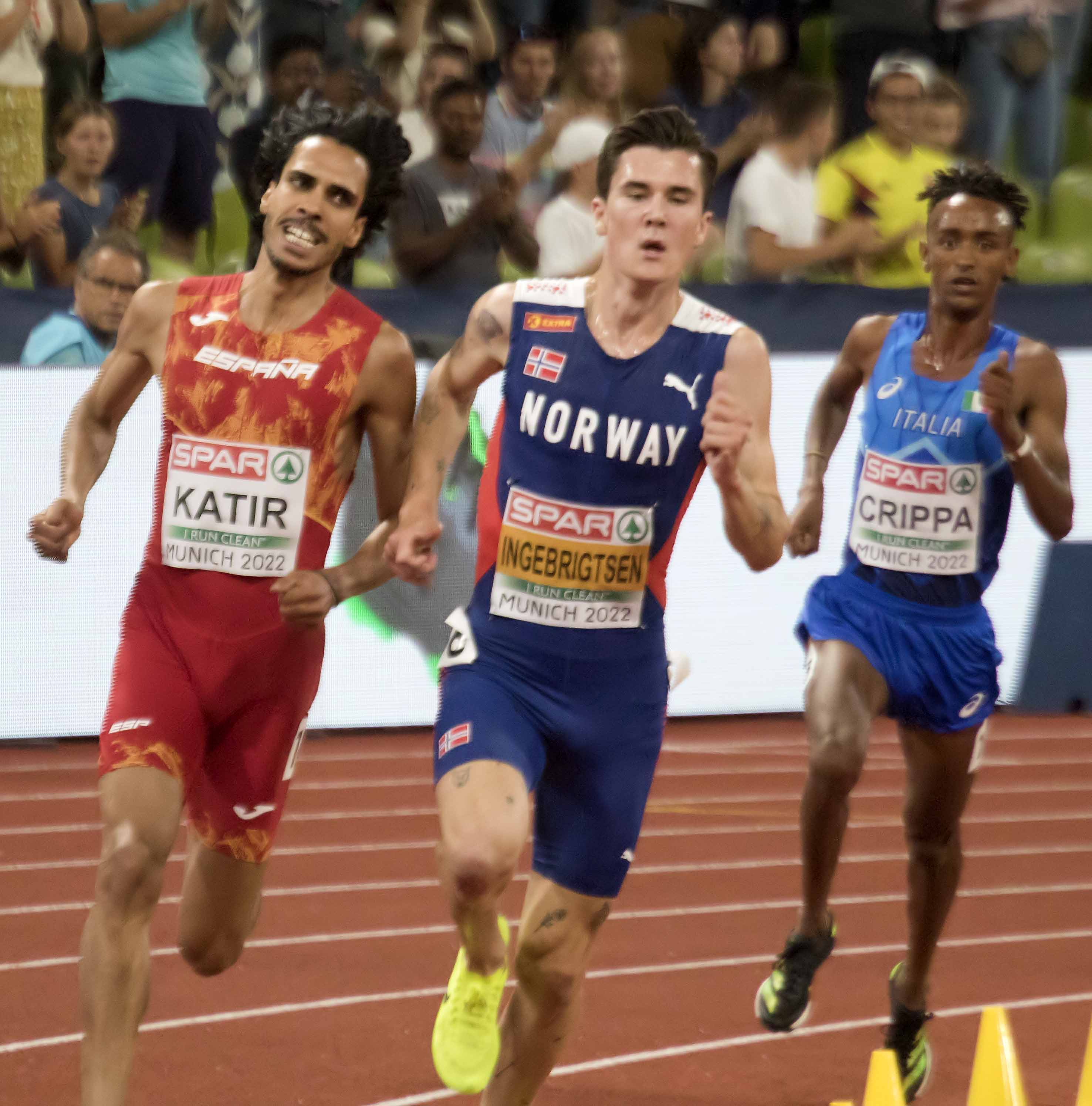
Yemaneberhan Crippa derrière Jakob Ingebrigtsen et Mohamed Katir lors du 5000 m des championnats d'Europe 2022.

En février 2022, à Naples, il établit un nouveau record d'Italie du semi-marathon en 59 min 26 s. En avril 2022, à Herzogenaurach, il bat le record d'Italie et le record d'Europe du 5 kilomètres sur route en 13 min 14 s.
Lors des championnats d'Europe d'athlétisme 2022 à Munich, il monte sur la troisième marche du podium de l'épreuve du 5 000 m, derrière le Norvégien Jakob Ingebrigtsen et l'Espagnol Mohamed Katir, puis remporte en fin de compétition la médaille d'or du 10 000 m en 27 min 46 s 13, devant le Norvégien Zerei Kbrom Mezngi et le Français Yann Schrub.

### Nouveaux titres et records (2024)
En février 2024, Yeman Crippa bat le record d'Italie du marathon, qui était la propriété d'Iliass Aouani depuis 2023, en terminant 4e à Séville.
Au mois d'avril il établit également un record national au 10 km en 27 min 8 s.
En juin il remporte le semi-marathon des championnats d'Europe de Rome en 1 h 1 min 3 s en devançant son compatriote Pietro Riva, ainsi que le semi-marathon par équipes.

## Palmarès
| Date | Compétition                                    | Lieu       | Résultat | Épreuve                   | Temps          |
| ---- | ---------------------------------------------- | ---------- | -------- | ------------------------- | -------------- |
| 2014 | Championnats d'Europe juniors de cross-country | Samokov    | 1er      | juniors                   | 20 min 7 s     |
| 2015 | Championnats d'Europe juniors                  | Eskilstuna | 3e       | 5 000 m                   | 14 min 35 s 39 |
| 2015 | Championnats d'Europe juniors de cross-country | Hyères     | 1er      | juniors                   | 17 min 39 s    |
| 2016 | Championnats d'Europe                          | Amsterdam  | 8e       | 5 000 m                   | 13 min 46 s 30 |
| 2016 | Championnats d'Europe espoirs de cross-country | Chia       | 3e       | espoirs                   | 22 min 54 s    |
| 2017 | Championnats d'Europe en salle                 | Belgrade   | 8e       | 3 000 m                   | 8 min 5 s 63   |
| 2017 | Championnats d'Europe espoirs                  | Bydgoszcz  | 1er      | 5 000 m                   | 14 min 14 s 28 |
| 2017 | Championnats d'Europe de cross-country         | Šamorín    | 3e       | espoirs                   | 24 min 42 s 0  |
| 2018 | Championnats d'Europe                          | Berlin     | 4e       | 5 000 m                   | 13 min 19 s 85 |
| 2018 | Championnats d'Europe                          | Berlin     | 3e       | 10 000 m                  | 28 min 12 s 15 |
| 2018 | Championnats d'Europe de cross-country         | Tilbourg   | 6e       | cross                     | 29 min 14 s    |
| 2019 | Championnats d'Europe par équipes              | Bydgoszcz  | 1er      | 5 000 m                   | 13 min 43 s 30 |
| 2019 | Championnats du monde                          | Doha       | 8e       | 10 000 m                  | 27 min 10 s 76 |
| 2019 | Championnats d'Europe de cross-country         | Lisbonne   | 3e       | cross                     | 30 min 21 s    |
| 2021 | Championnats d'Europe par équipes              | Chorzów    | 1er      | 5 000 m                   | 13 min 17 s 23 |
| 2021 | Jeux olympiques                                | Tokyo      | 11e      | 10 000 m                  | 27 min 54 s 05 |
| 2022 | Championnats d'Europe                          | Munich     | 3e       | 5 000 m                   | 13 min 24 s 83 |
| 2022 | Championnats d'Europe                          | Munich     | 1er      | 10 000 m                  | 27 min 46 s 13 |
| 2022 | Championnats d'Europe de cross-country         | Turin      | 4e       | Individuel                | 29 min 47 s    |
| 2022 | Championnats d'Europe de cross-country         | Turin      | 2e       | Par équipes               | 25 pts         |
| 2023 | Coupe d'Europe du 10 000 m                     | Pacé       | 1er      | 10 000 m                  | 28 min 8 s 83  |
| 2023 | Jeux européens                                 | Chorzów    | 3e       | 5 000 m                   | 13 min 34 s 29 |
| 2023 | Championnats du monde                          | Budapest   | 12e      | 10 000 m                  | 28 min 16 s 40 |
| 2024 | Championnats d'Europe                          | Rome       | 1er      | Semi-marathon             | 1 h 1 min 3 s  |
| 2024 | Championnats d'Europe                          | Rome       | 1er      | Semi-marathon par équipes | 3 h 3 min 34 s |

## Records
| Épreuve       | Temps               | Lieu           | Date             |              |
| En plein air  | En plein air        | En plein air   | En plein air     | En plein air |
| ------------- | ------------------- | -------------- | ---------------- | ------------ |
| 1 500 m       | 3 min 35 s 26       | Rovereto       | 5 août 2020      |              |
| 3 000 m       | 7 min 37 s 90 (NR)  | Gateshead      | 13 juillet 2021  |              |
| 5 000 m       | 13 min 2 s 26 (NR)  | Ostrava        | 8 septembre 2020 |              |
| 10 000 m      | 27 min 10 s 76 (NR) | Doha           | 6 octobre 2019   |              |
| 5 km          | 13 min 14 s (NR)    | Herzogenaurach | 30 avril 2022    |              |
| 10 km         | 27 min 8 s (NR)     | Herzogenaurach | 27 avril 2024    |              |
| Semi-marathon | 59 min 26 s (NR)    | Naples         | 27 février 2022  |              |
| Marathon      | 2 h 6 min 6 s (NR)  | Séville        | 18 février 2024  |              |
| En salle      |                     |                |                  |              |
| 1 500 m       | 3 min 51 s 43       | Ancône         | 7 février 2015   |              |
| 3 000 m       | 7 min 57 s 25       | Ancône         | 6 mars 2016      |              |
| 5 000 m       | 13 min 23 s 99 (NR) | Birmingham     | 18 février 2017  |              |